# 皇后杓蘭
皇后杓蘭，又名皇后喜普鞋蘭，是蘭科杓蘭亞科杓蘭屬的一種草本植物。原產於北美洲北部，是一種罕見的溫帶地生兜兰。由於棲息地遭到破壞，這種珍稀植物已經從一些原生地消失無蹤。

## 形態與栽培
多年生草本植物，地下部具有根莖。花𦹛及花瓣白色，唇瓣粉紅色至紫紅色。六月下旬至七月初開花，一枝花莖上通常著生一至兩朶花，偶而會有著生三或四朶花的情況。花莖上有毛，外觀毛茸茸的，某些人會對這些毛產生刺激感。
皇后杓蘭特別喜歡生長在沼澤地區，在中性至鹼性的土壤裡會長的很旺盛。
雖然每個果莢內可以產生大量的種子，可是種子大部份不會發芽，使得這種植物還是很罕見，它主要是利用根莖的來大量繁殖。
在1990年以前，利用組織培養的方式來繁殖皇后杓蘭都沒有成功或是效果很差，直到1990年代後期應用無菌播種的技術才獲得實質的進展。

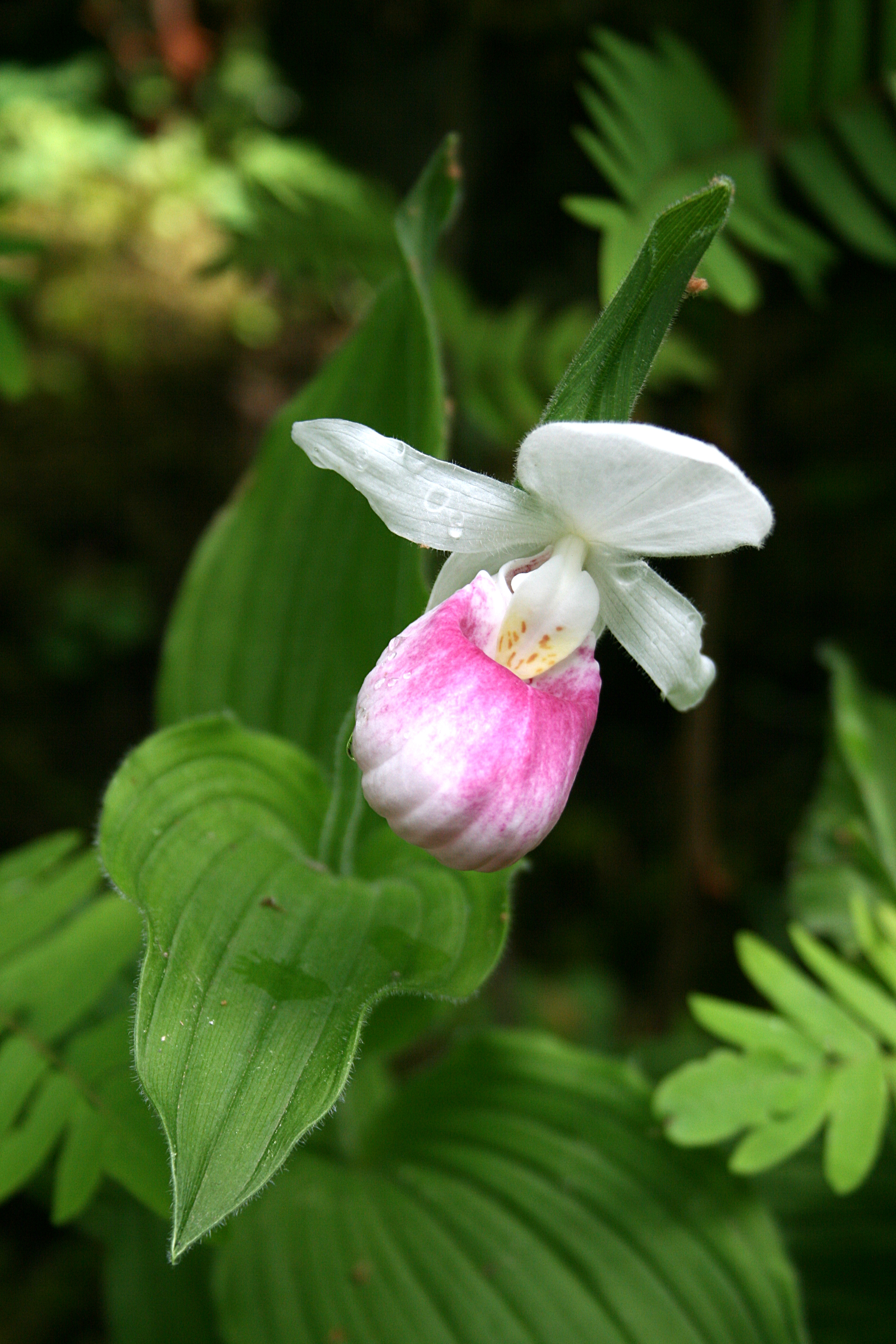
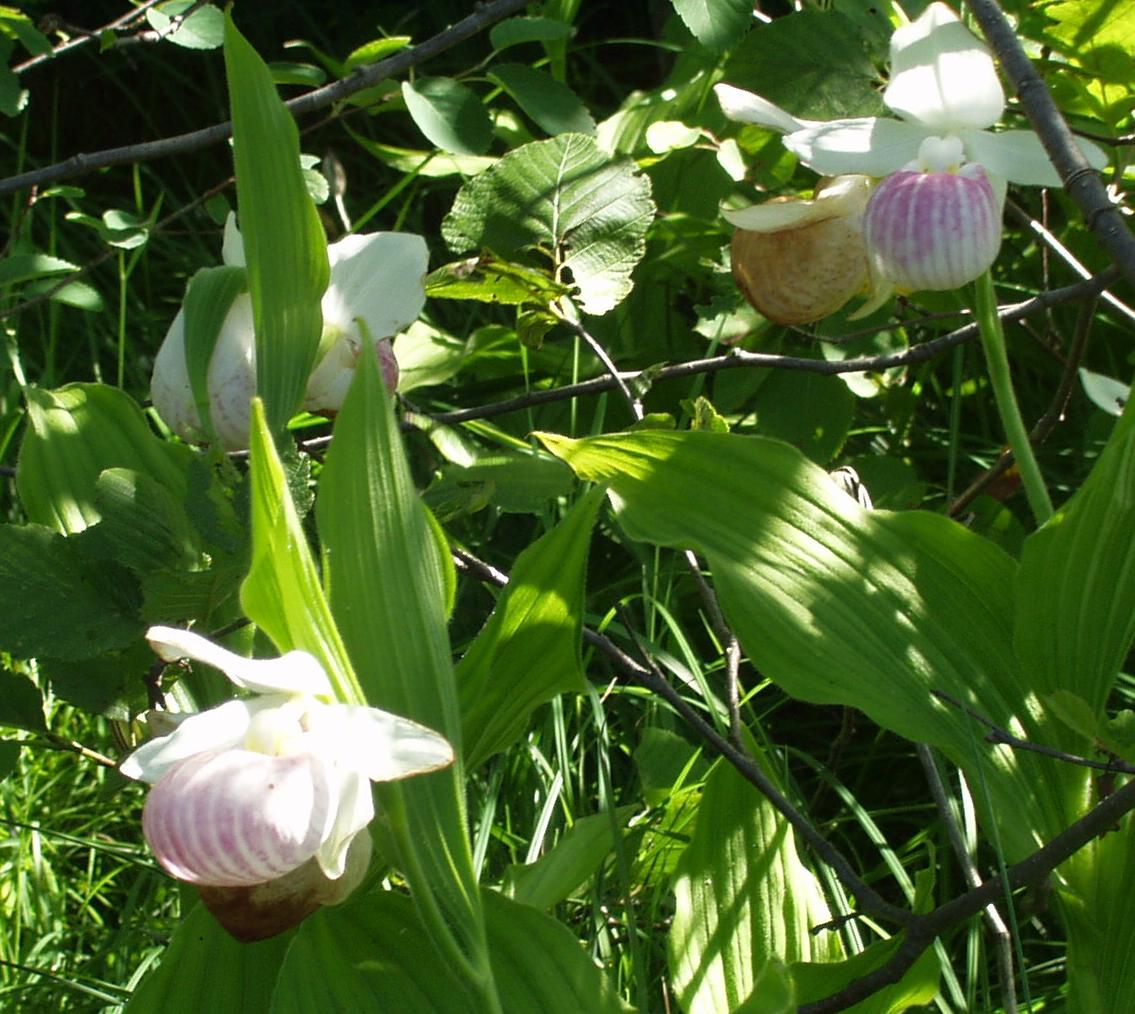
皇后杓蘭

## 分佈與保育
皇后杓蘭原產於加拿大及美國。由加拿大薩克其萬省往東分佈至大西洋沿岸的四個省――新斯科細亞、新伯倫瑞克、愛德華王子島和紐芬蘭與拉布拉多，往南經美國東部至阿肯色州、田納西州。
皇后杓蘭是相當罕見的植物，在次國家等級（Subnational rank，SRANK）的保育分級中被認為是瀕危物種（SRANK S2），野生的族群只剩20個以下。「次國家等級」是指由國家管轄範圍以下的次一級行政區域，例如州或省。
在美國的阿肯色州、康乃迪克州、伊利諾州、愛荷華州、密蘇里州、新罕布夏州、新澤西州、北達科他州、俄亥俄州、賓夕法尼亞州、田納西州、維吉尼亞州、西維吉尼亞州，加拿大的新伯倫瑞克省、紐芬蘭與拉布拉多省、新斯科細亞省、愛德華王子島省、薩克其萬省，它被認為是極危物種（SRANK S1），野生族群只剩5個以下。
此外，在美國的印第安納州、緬因州、麻薩諸塞州、紐約州、佛蒙特州、明尼蘇達州、威斯康辛州，加拿大的曼尼托巴省、魁北克省，它被認為是易危物種（SRANK S3），野生族群只剩80個以下。
加拿大安大略省是唯一將皇后杓蘭列為近無危物種（SRANK S4）的省份，野生族群不普遍，但也不是很稀有。
美國的肯塔基州和北卡羅萊納州以前都有皇后杓蘭分佈，但是現在已經找不到這種植物。
皇后杓蘭對於水文干擾相當的敏感，濕地的水被排掉、棲息地遭到破壞及人類的採集都對它的生存造成威脅。

## 象徵
美國明尼蘇達州於1902年將皇后杓蘭選為州花，並於1925年立法保護這種植物，在明尼蘇達州採集皇后杓蘭的花或是挖掘整株植物都是違法的。
加拿大愛德華王子島於1947年將杓蘭選為省花，起初是以皇后杓蘭做為代表，由於它在島上很罕見，後來才以島上原產的另一種杓蘭――粉紅杓蘭（Cypripedium acaule）取代皇后杓蘭成為省花。

## 異名
- Cypripedium album Aiton (1789)
- Cypripedium spectabile Salisb. (1791)
- Cypripedium canadense Michx. (1803)
- Calceolus reginae (Walter) Nieuwl. (1913)

## 外部連結
- US Geological Survey: Showy Lady Slipper, accessed January 31, 2004 （皇后杓蘭資料）
- Showy Lady's-slipper: Queen Lady's-slipper(botany.wisc.edu), accessed Nov 19, 2005 （皇后杓蘭資料）
- NRCS: USDA Plants Profile: Cypripedium reginae （页面存档备份，存于） （皇后杓蘭圖像及分佈圖）